# Skulderkam

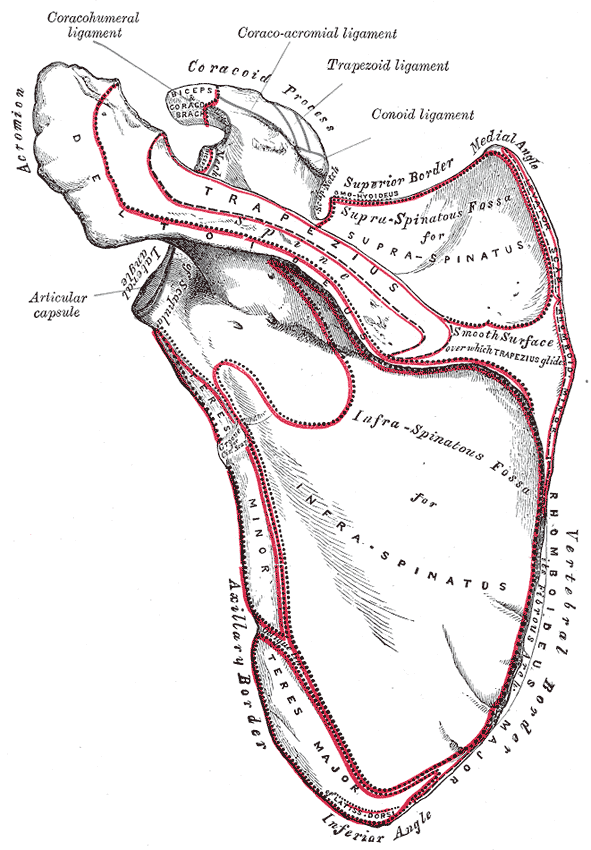
Vänster skulderblads baksida.

Skulderkam, skulderbladskam, (latin: spina scapulae), ett benutskott (spina) som diagonalt korsar övre delen av skulderbladets dorsala sida (facies dorsalis scapulae) och avslutas lateralt i akromion (acromion) som hänger ut över axelleden (articulatio humeri).
Skulderkammen avskiljer dess övre fossa (fossa supraspinata) från dess nedre (fossa infraspinata). Kammens konkava översida utgör en del av fossa supraspinata och tjänar som fäste för m. supraspinatus,På liknande vis utgör undersidan en del av fossa infraspinata och kammens mediala del tjänar som m. infraspinatus övre fästen
Spinan börjar medialt vid skulderbladets vertikala kant med en slät triangulär yta över vilken kappmuskelns (m. trapezius) lägsta laterala fästen glider, lateralt förenas den med nyckelbenet, klavikula, och bildar akromioklavikularleden. Spinans breda, yttre kant består av två "läppar". Kappmuskeln fäster längs med den övre läppen och deltamuskeln (m. deltoideus) längs med den undre.

På den laterala delen av spina scapulae finns en passage, spinoglenoid notch, där a.suprascapularis och n.suprascapularis passerar.

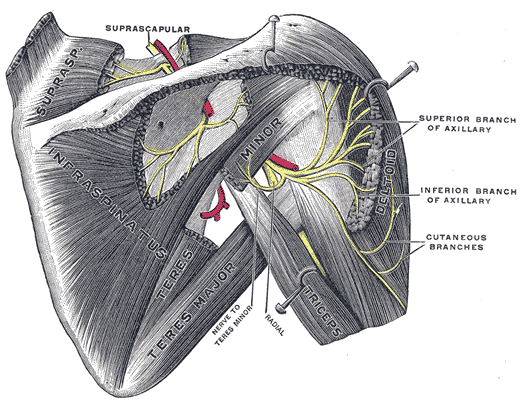
Illustration över nervus och arteria suprascapularis passage genom spina scapulae